# Thomas Bayes
Thomas Bayes (pronuncia-se: ˈbeɪz) (Londres, ca. 1701 — Tunbridge Wells, 7 de abril de 1761) foi um pastor presbiteriano e matemático inglês (pertencente à minoria calvinista em Inglaterra), conhecido por ter formulado o caso especial do teorema de Bayes. Bayes foi eleito membro da Royal Society em 1742.
Bayes nunca publicou o que se tornaria sua realização mais famosa; suas notas foram editadas e publicadas postumamente por Richard Price.

## Biografia
Thomas Bayes era filho de um ministro presbiteriano de Londres, chamado Joshua Bayes e nasceu provavelmente em Hertfordshire. Em 1719 foi inscrito na Universidade de Edimburgo para estudar lógica e teologia. Voltou para casa por volta de 1722 para ajudar o pai na capela dos não-conformistas em Londres, antes de se mudar para Tunbridge Wells, Kent por volta de 1734. Lá tornou-se ministro da capela Mount Sion, ou Monte Sião em português, até 1752.
Bayes publicou duas obras em vida, uma sobre teologia e outra sobre matemática:
- Benevolência Divina, ou uma Tentativa de Provar que o Fim Principal da Providência Divina e do Governo é a Felicidade de Suas Criaturas (1731)

- Uma Introdução à Doutrina das Fluxões e uma Defesa dos Matemáticos Contra as Objeções do Autor de O Analista (publicado anonimamente em 1736), no qual defendeu o fundamento lógico do cálculo de Isaac Newton ("fluxões") contra as críticas de George Berkeley, bispo e renomado filósofo, autor de O Analista.

Bayes foi eleito membro da Royal Society em 1742. Sua carta de nomeação foi assinada por Philip Stanhope, Martin Folkes, James Burrow, Cromwell Mortimer e John Eames. Especula-se que ele tenha sido aceito pela sociedade com base na sua obra Introdução à Doutrina das Fluxões, visto que não se sabe se ele publicou qualquer outro trabalho matemático durante sua vida.
Em seus últimos anos, Bayes se interessou profundamente por probabilidade. O historiador Stephen Stigler acredita que Bayes se interessou pelo assunto ao revisar uma obra escrita em 1755 por Thomas Simpson, mas George Alfred Barnard acredita que ele aprendeu matemática e probabilidade em um livro de Abraham de Moivre. Outros especulam que ele foi motivado a refutar o argumento de David Hume contra a crença em milagres com base na evidência do testemunho em Uma Investigação sobre o Entendimento Humano. Seu trabalho e suas descobertas sobre a teoria da probabilidade foram passados em forma de manuscrito para seu amigo Richard Price após sua morte.
Em 1755, ele adoeceu e, em 1761, faleceu em Tunbridge Wells, Kent. Foi sepultado no cemitério de Bunhill Fields, em Moorgate, onde jazem muitos cristãos não-conformistas (não anglicanos).
Em 2018, a Universidade de Edimburgo inaugurou um centro de pesquisa de £ 45 milhões, ligado ao seu departamento de informática, com o nome de seu ex-aluno, Bayes.
Em abril de 2021, foi anunciado que a Cass Business School, cujo campus na Cidade de Londres fica em Bunhill Row, seria renomeada em homenagem a Bayes.